# China Electronics Corporation
China Electronics Corporation (CEC) este una dintre cele mai mari companii de telecom din China.
CEC are patru mari divizii semiconductoare, computer software/hardware & system integration, telecommunication network & terminals și digital home appliances.

## Achiziția Philips mobile
CEC a cumpărat divizia de telefonie mobilă de la Philips în anul 2007.
La momentul preluării diviziei Philips, aceasta avea o cifră de afaceri de 400 de milioane de euro și aproximativ 240 de angajați.
CEC a primit dreptul de a comercializa sub licența Philips telefoane mobile.
Philips își mutase divizia productoare de telefoane mobile în China încă din anul 2001, când activitatea de producție de telefoane mobile, cercetare și dezvoltare a fost preluată de o companie mixtă creată de Philips și China Electronics Corporation.

## CEC în România
România este prima țară din Uniunea Europeană în care se comercializează telefoanele mobile Philips, din anul 2013, acestea fiind disponibile până la acel moment doar în statele BRIC (Brazilia, Rusia, India, China).